# Stefano Accorsi

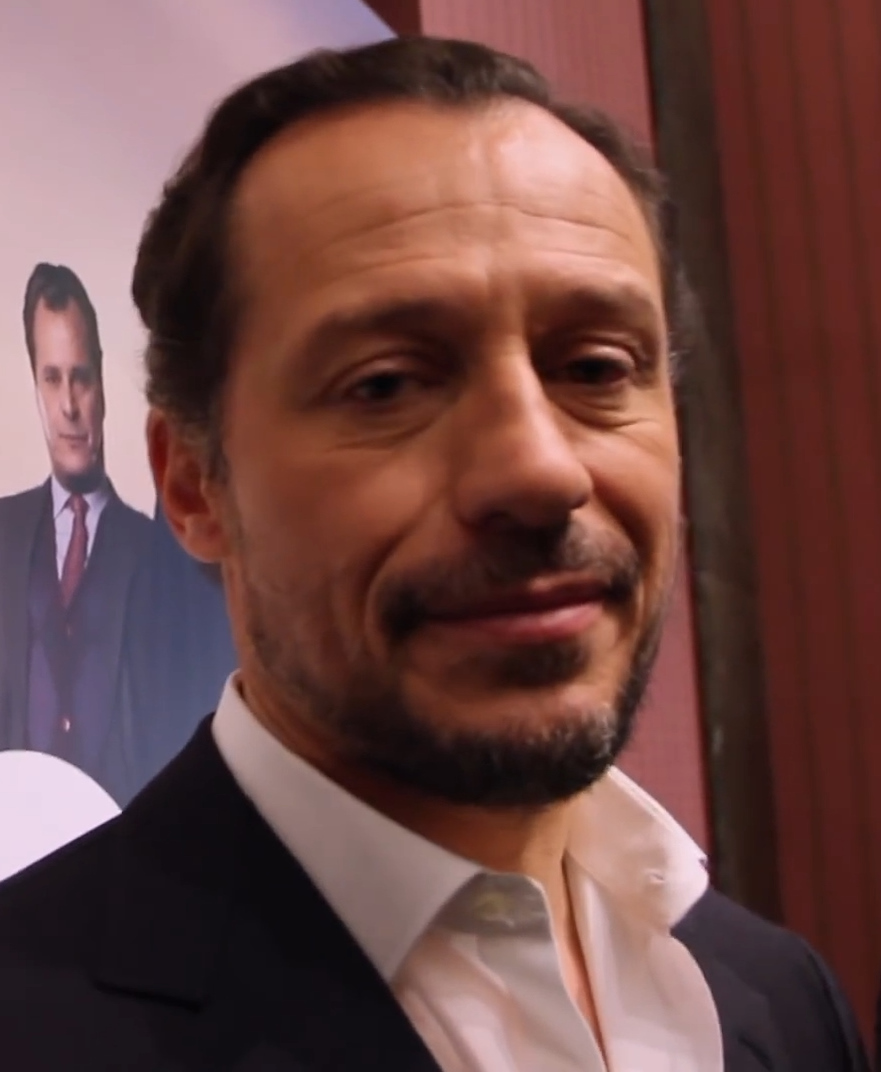
Stefano Accorsi, 2017

Stefano Lelio Beniamino Accorsi (* 2. März 1971 in Bologna) ist ein italienischer Schauspieler.

## Leben
Nachdem Accorsi ein naturwissenschaftliches Gymnasium abgeschlossen hatte, wechselte er zur Schauspielschule in Bologna. Erste Erfahrungen vor der Kamera machte er im 1992 gedrehten Film Fratelli e Sorelle. 1993 schloss er die Schule ab und fing beim Theater in Bologna als Schauspieler an. Im darauffolgenden Jahr steigerte er seine Popularität durch Fernsehwerbungen für den italienischen Speiseeiserzeuger Motta. Der unerwartet erfolgreiche Film Jack Frusciante è uscito dal gruppo begründete schließlich 1996 seine Karriere. Seine bisherigen Filmrollen brachten ihm unter anderem die wichtigsten italienischen Filmpreise David di Donatello, den Nastro d’Argento, sowie den Darstellerpreis der Filmfestspiele von Venedig ein.
1995 erschien Accorsi im Videoclip zu Una canzone d’amore der italienischen Band 883.

## Privatleben
Accorsi lernte 1998 die Schauspielerin Giovanna Mezzogiorno kennen und war anschließend vier Jahre mit ihr liiert. Es folgte eine Beziehung zu der französischen Schauspielerin und international bekanntem Model Laetitia Casta. Accorsi und Casta wurden im September 2006 Eltern eines Sohnes und im August 2009 Eltern einer Tochter. 2013 kam es zur Auflösung der Verlobung der beiden und bald darauf zur Trennung.
Bei den Dreharbeiten zu der Fernsehserie 1992 – Die Zukunft ist noch nicht geschrieben lernte er 2013 die Schauspielerin Bianca Vitali kennen. Im November 2015 heirateten die beiden und 2017 wurden die beiden Eltern eines Sohnes. Im August 2020 wurden die beiden erneut Eltern eines Sohnes.

## Filmografie (Auswahl)
- 1992: Fratelli e sorelle
- 1996: Jack Frusciante è uscito dal gruppo
- 1996: Vesna va veloce
- 1996: Meine Generation (La mia generazione)
- 1998: I piccoli maestri
- 1998: Ich möchte so sein wie Du (Più leggero non basta)
- 1998: Naja
- 1998: Radiofreccia
- 1999: Un uomo perbene
- 1999: Ormai è fatta!
- 2000: Die Ahnungslosen (Le fate ignoranti)
- 2000: Ein letzter Kuss (L’ultimo bacio)
- 2000: Nelken für die Freiheit (Capitães de Abril)
- 2001: Das Zimmer meines Sohnes (La stanza del figlio)
- 2001: Rote Karte für die Liebe (Santa Maradona)
- 2001: Casanova – Ich liebe alle Frauen (Il giovane Casanova)
- 2002: Un viaggio chiamato amore, Regie: Michele Placido, mit Laura Morante
- 2004: Provincia meccanica
- 2004: L’amore ritrovato
- 2004: Ovunque
- 2005: Romanzo criminale
- 2006: Les brigades du Tigre
- 2007: Saturno contro
- 2007: Küss mich bitte! (Un baiser s’il vous plaît)
- 2007: Les deux mondes
- 2008: La jeune fille et les loups
- 2008: Baby Blues
- 2011: Tous les soleils
- 2015: 1992 – Die Zukunft ist noch nicht geschrieben (1992 – Il futuro non è ancora stato scritto) (Fernsehserie)
- 2016: The Young Pope (Fernsehserie)
- 2016: Giulias großes Rennen (Veloce come il vento)
- 2017: 1993 – Jede Revolution hat ihren Preis (1993 – Ogni rivoluzione ha un prezzo) (Fernsehserie)
- 2018: Zuhause ist es am schönsten (A casa tutti bene)
- 2019: 1994 – Willkommen in der Zweiten Republik (1994 – Benvenuti nella Seconda Repubblica) (Fernsehserie)
- 2020: The New Pope
- 2022: Die Augen von Marilyn (Marilyn ha gli occhi neri)
- 2024: Ein Zug voller Hoffnung (Il treno dei bambini)

## Auszeichnungen
- 1999: David di Donatello als Bester Hauptdarsteller für Radiofreccia
- 2000: nominiert für den David di Donatello als Bester Hauptdarsteller für Ormai è fatta!
- 2001: italienischer Shooting Star des europäischen Films
- 2001: nominiert für den David di Donatello als Bester Hauptdarsteller für Ein letzter Kuss
- 2001: Nastro d’Argento des Sindacato Nazionale Giornalisti Cinematografici Italiani als Bester Hauptdarsteller für Die Ahnungslosen
- 2001: nominiert für den Europäischen Filmpreis (Publikumspreis) für Die Ahnungslosen
- 2002: Coppa Volpi der Filmfestspiele von Venedig für Un viaggio chiamato amore
- 2005: nominiert für den David di Donatello als Bester Hauptdarsteller für Provincia meccanica
- 2006: nominiert für den Nastro d’Argento des Sindacato Nazionale Giornalisti Cinematografici Italiani als Bester Hauptdarsteller für Provincia meccanica